# Étang-sur-Arroux
Étang-sur-Arroux é uma comuna francesa na região administrativa de Borgonha-Franco-Condado, no departamento Saône-et-Loire. Estende-se por uma área de 34,62 km². Em 2010 a comuna tinha 1 984 habitantes (densidade: 57,3 hab./km²).